# Ferdinand Favre

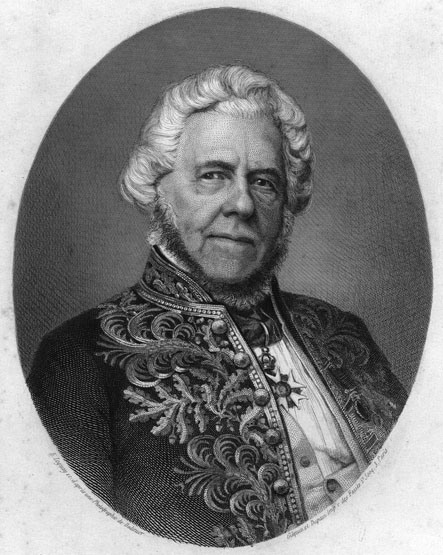
Ferdinand Favre als senator

Ferdinand Abraham Favre (Couvet, 22 februari 1779 - Parijs, 16 juli 1867) was een Frans industrieel en politicus in de 19e eeuw. Hij was gedurende dertig jaar burgemeester van Nantes en zetelde ook in de Kamer van Afgevaardigden (1848-1857) en in de Senaat (1857-1867).

## Levensloop
Fabre werd geboren in het Zwitserse kanton Neuchâtel maar verhuisde al op veertienjarige leeftijd met zijn ouders naar Nantes. Daar hadden zich nog andere Zwitserse, protestantse ondernemers gevestigd die actief waren in de productie van bedrukte stoffen (indiennage). Deze industrietak had erg te lijden onder de Engelse blokkade tijdens de napoleontische periode. Fabre legde zich daarom toe op nieuwe industrietakken. Hij maakte fortuin in de raffinage van suiker en de productie van meststoffen.
In 1832 werd de royalist Fabre door koning Lodewijk Filips aangesteld tot burgemeester van Nantes. In 1848 werd hij afgezet bij het uitroepen van de Tweede Franse Republiek. Hij werd daarop verkozen als afgevaardigde voor het departement Loire-Atlantique. Tussen 1851 en 1865 was hij opnieuw burgemeester en vanaf 1857 zetelde hij als senator.
Als protestant was hij actief in de kerk en onder zijn bestuur als burgemeester werd in 1855 de protestantse tempel op de Place de Gigant gebouwd. Hij was ook nauw betrokken bij de oprichting van de Jardin des plantes in Nantes.
Ferdinand Favre overleed in 1867 werd begraven op het protestants kerkhof van Saint-Sébastien-sur-Loire nabij Nantes.

## Politiek

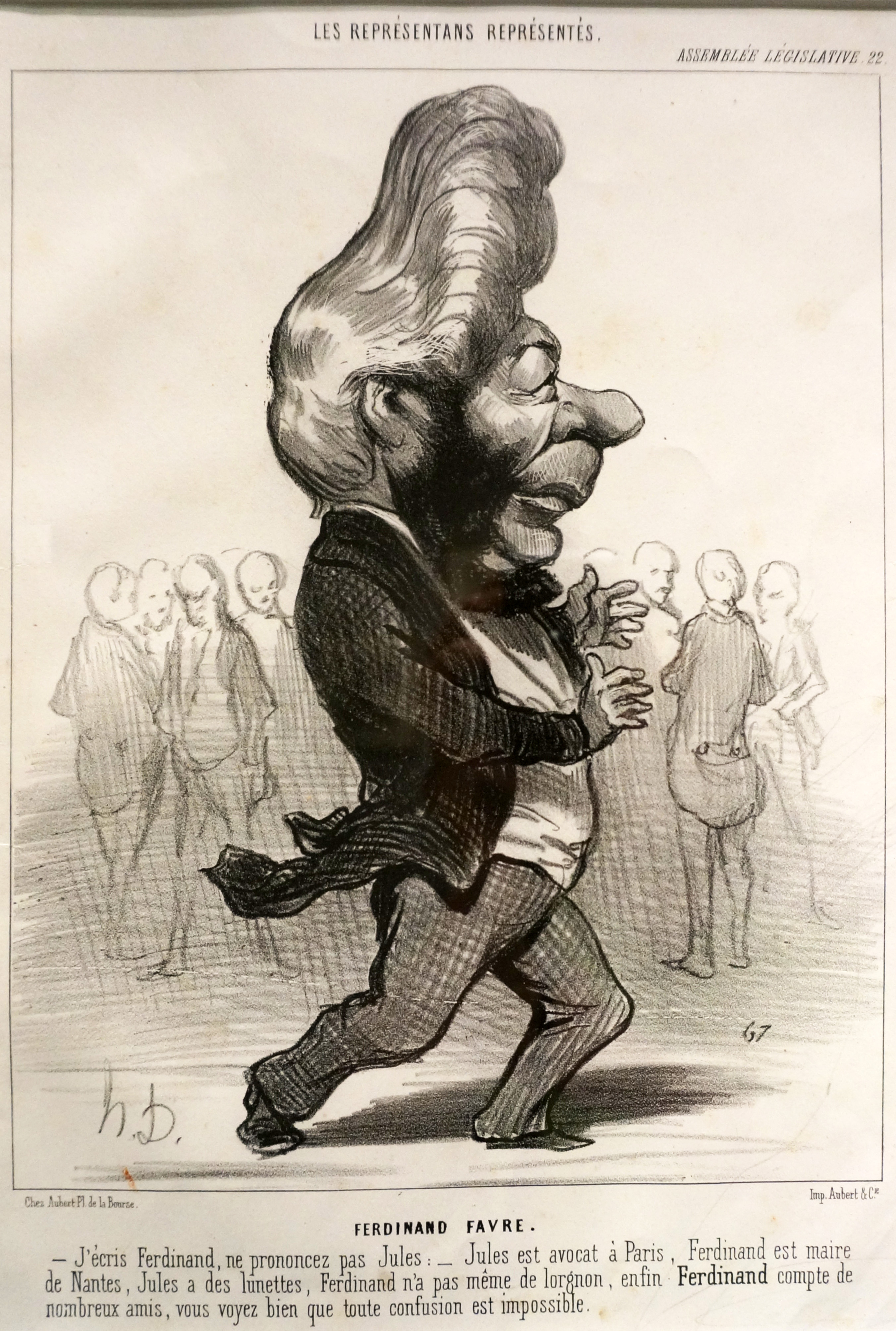
Karikatuur van Favre door Honoré Daumier

Bij het begin van zijn politieke carrière stond Favre bekend als monarchist met liberale ideeën. Hij beschikte over een uitgebreid netwerk en als protestant had hij toch veel aanhangers in katholieke middens. Zijn lange politieke carrière had hij ook te danken aan een groot aanpassingsvermogen. Door zijn tegenstanders werd hem dit als opportunisme verweten. Zo had hij er als monarchist geen probleem mee te dienen onder het Tweede Franse Keizerrijk. Oorspronkelijk stond hij bekend als hervormingsgezind. In de loop van zijn carrière werd hij meer behoudsgezind en een man van de gevestigde orde. Wel bleef hij een tegenstander van de doodstraf.